# اچ‌ام‌اس تانه (دی۴۸)
اچ‌ام‌اس تانه (دی۴۸) (به انگلیسی: HMS Thane (D48)) یک زیردریایی بود که طول آن ۴۹۵ فوت ۸ اینچ (۱۵۱٫۰۸ متر) بود. این زیردریایی در سال ۱۹۴۳ ساخته شد.